# 埼玉県の大学一覧
埼玉県の大学一覧（さいたまけんのだいがくいちらん）は、埼玉県に所在する大学の一覧である。

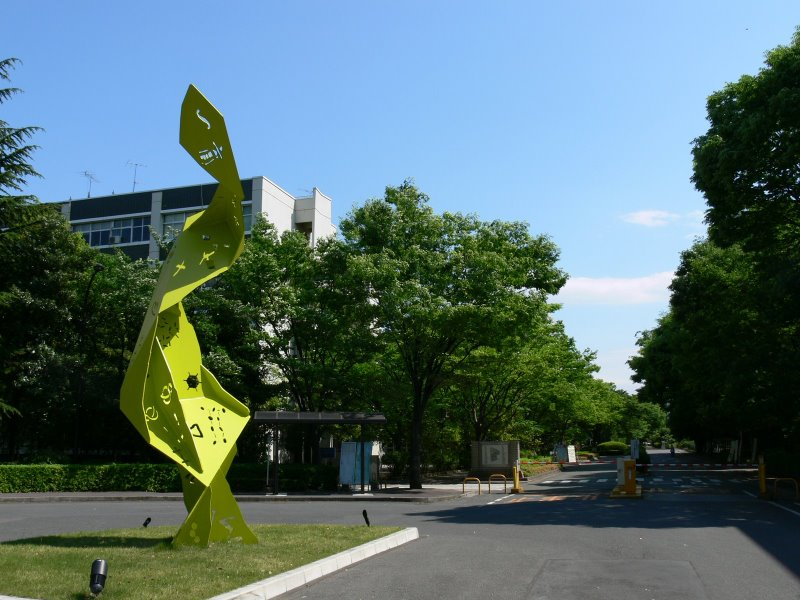
埼玉大学正門

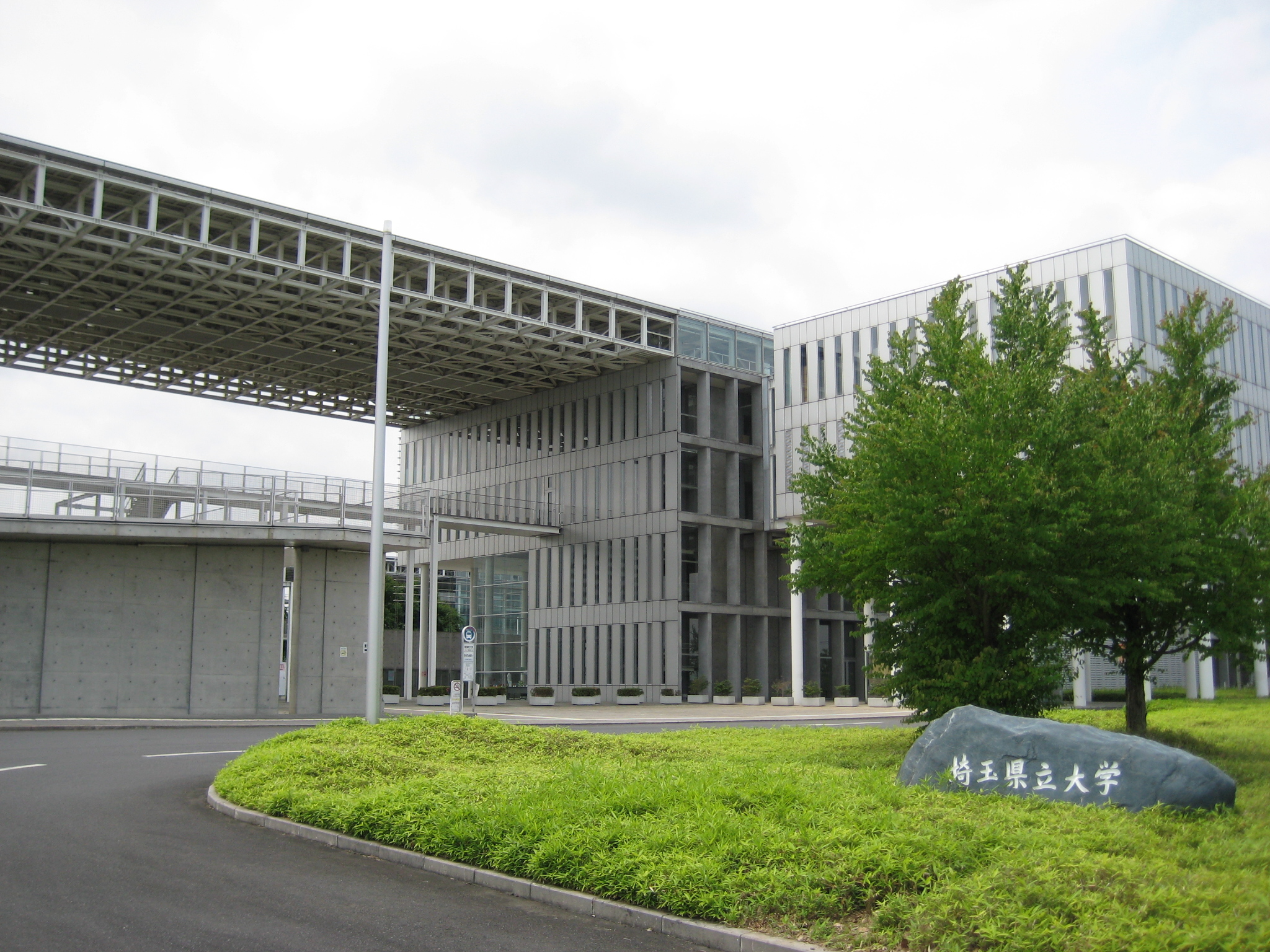
埼玉県立大学

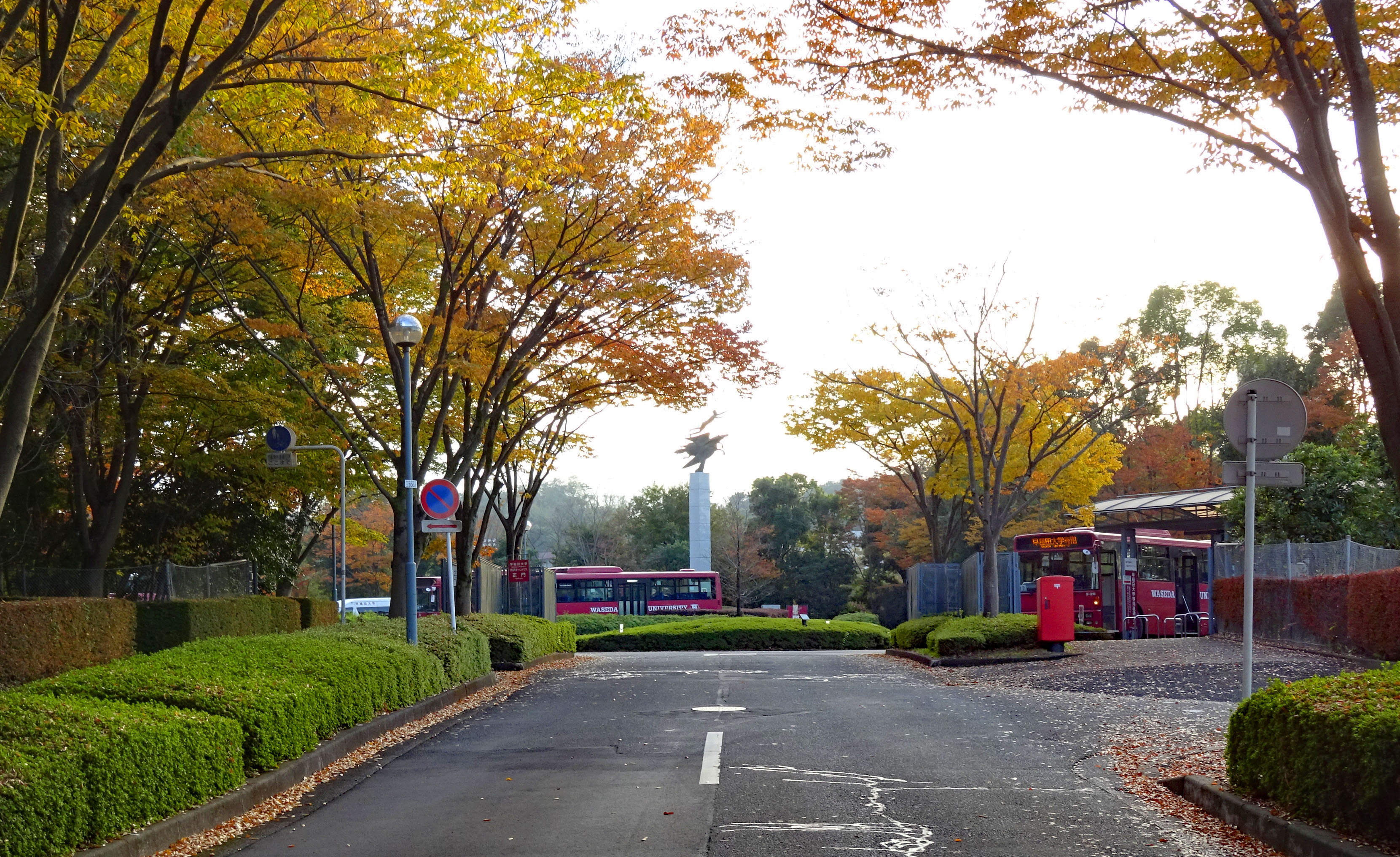
早稲田大学所沢キャンパス

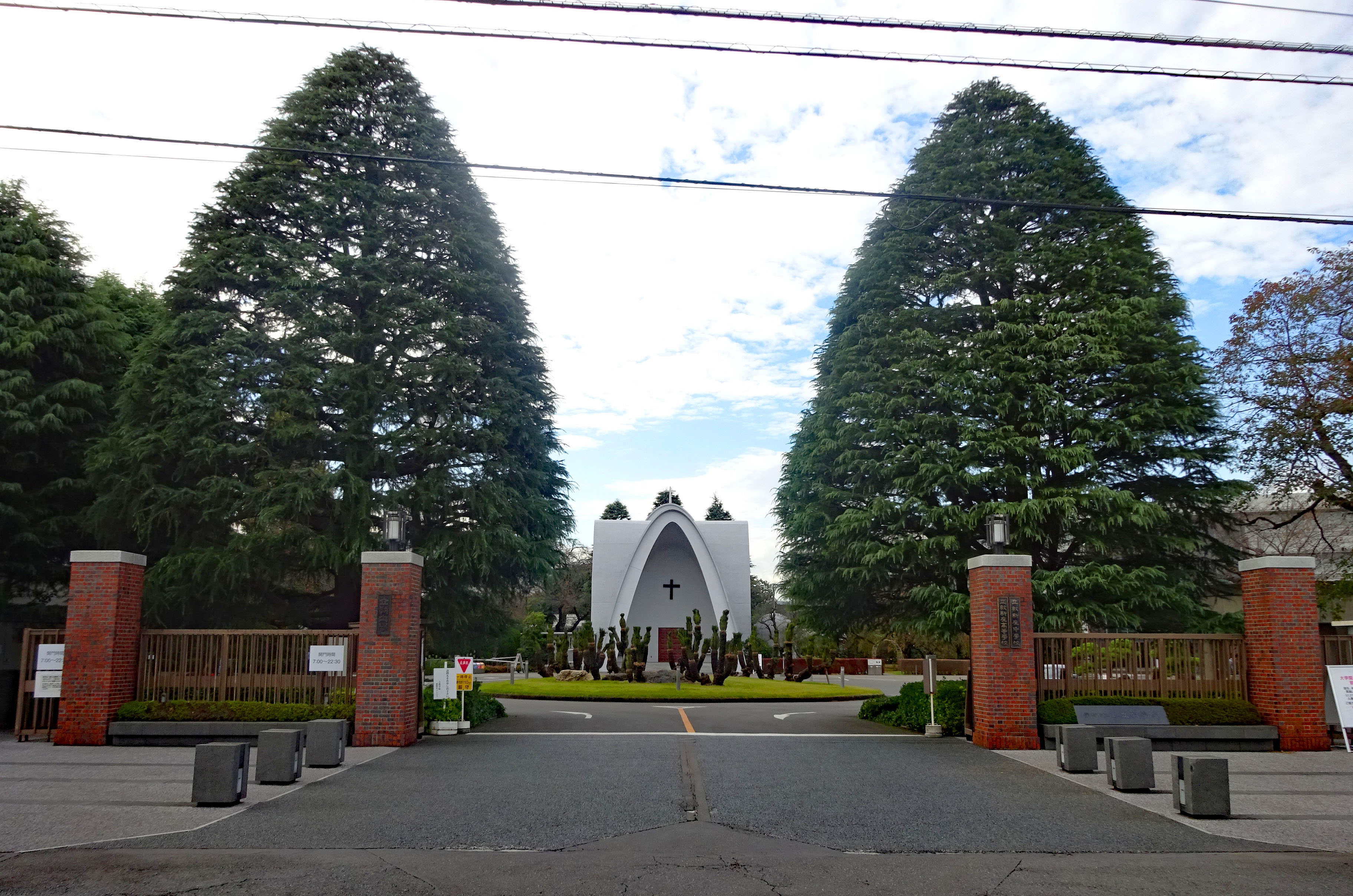
立教大学新座キャンパス

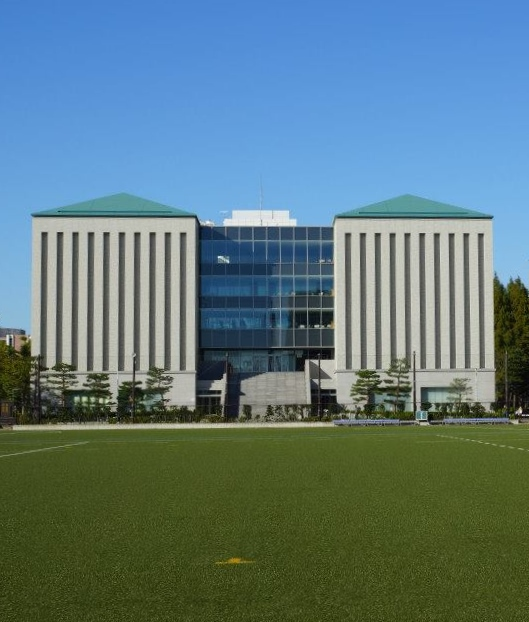
獨協大学

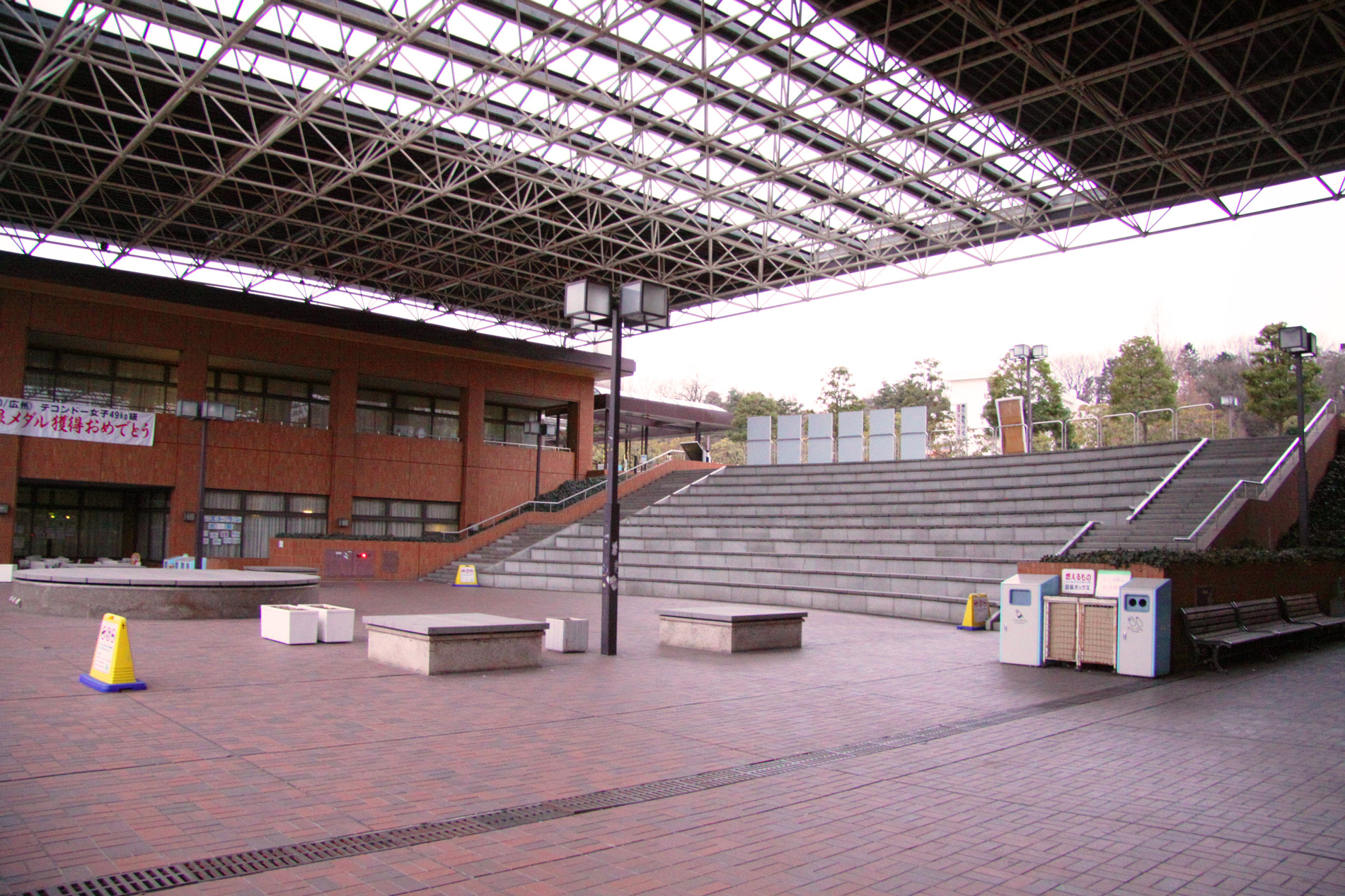
大東文化大学埼玉東松山キャンパス

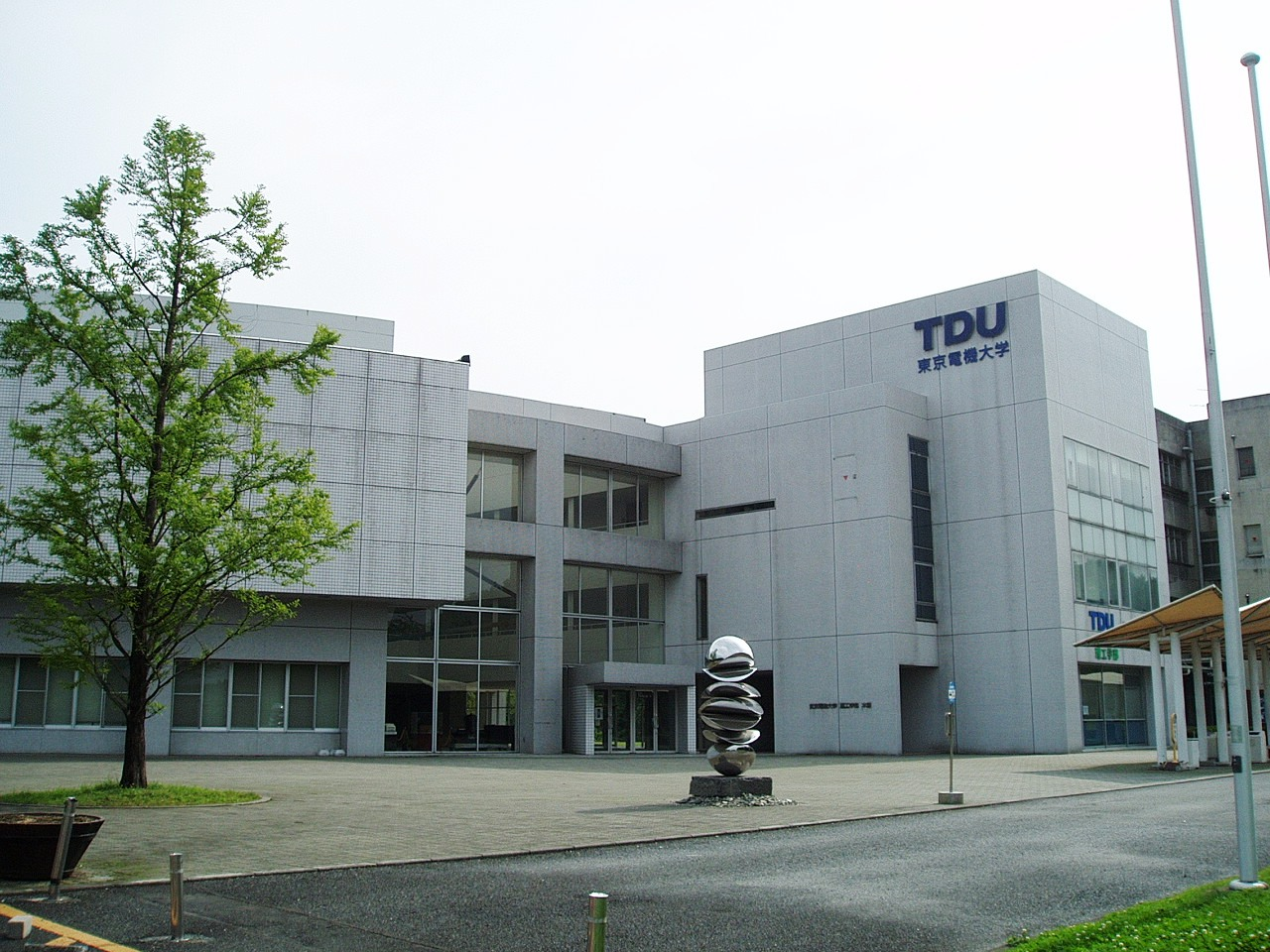
東京電機大学埼玉鳩山キャンパス

## 国立
- 埼玉大学

## 公立
- 埼玉県立大学

## 私立
- 跡見学園女子大学新座キャンパス
- 浦和大学
- 大妻女子大学狭山台キャンパス
- 教育テック大学院大学
- 共栄大学
- 慶應義塾大学浦和共立キャンパス
- 埼玉医科大学
- 埼玉学園大学
- 埼玉工業大学
- 芝浦工業大学大宮キャンパス
- 淑徳大学埼玉キャンパス
- 城西大学
- 尚美学園大学
- 女子栄養大学坂戸キャンパス
- 駿河台大学飯能キャンパス
- 聖学院大学
- 十文字学園女子大学
- 西武文理大学
- 大正大学埼玉キャンパス
- 大東文化大学埼玉東松山キャンパス
- 東京家政大学狭山キャンパス
- 東京国際大学
- 東京電機大学埼玉鳩山キャンパス
- 東都大学
- 東邦音楽大学
- 東洋大学朝霞キャンパス
- 東洋大学川越キャンパス
- 獨協大学
- 日本医療科学大学
- 日本工業大学
- 日本大学法学部大宮キャンパス
- 日本大学芸術学部所沢キャンパス
- 日本保健医療大学
- 日本薬科大学埼玉キャンパス
- 人間総合科学大学
- 文教大学越谷キャンパス
- 文京学院大学ふじみ野キャンパス
- 平成国際大学
- 武蔵野音楽大学入間キャンパス
- 武蔵野学院大学
- 明海大学坂戸キャンパス
- 目白大学岩槻キャンパス
- 目白大学国立埼玉病院キャンパス
- ものつくり大学
- 立教大学新座キャンパス
- 立正大学熊谷キャンパス
- 早稲田大学所沢キャンパス
- 早稲田大学本庄キャンパス

## 大学に準ずる教育機関
- 防衛医科大学校所沢キャンパス